# Oscar Mason
Oscar Mason (Varese, 25 de maig de 1975) fou un ciclista italià professional del 1998 al 2005. El seu major èxit for el Giro dels Abruços de 2003.

## Palmarès
- 1997
  -  Campió d'Itàlia sub-23 en ruta
  - 1r al Girobio
  - 1r al Gran Premi Palio del Recioto
  - Vencedor de 2 etapes del Triptyque ardennais
- 2003
  - 1r al Giro dels Abruços

### Resultats al Giro d'Itàlia
- 1998. Abandona (14a etapa)
- 1999. 25è de la classificació general
- 2002. 56è de la classificació general
- 2003. Abandona (11a etapa)
- 2004. 30è de la classificació general

### Resultats a la Volta a Espanya
- 2003. No surt (4a etapa)
- 2005. Abandona (4a etapa)